# Stenophylla lobivertex
Stenophylla lobivertex är en bönsyrseart som beskrevs av Atilio Lombardo 2000. Stenophylla lobivertex ingår i släktet Stenophylla och familjen Acanthopidae. Inga underarter finns listade i Catalogue of Life.